# 李药王
李端（?—?），字藥王，隋唐时期京兆三原人。其祖父李崇義為後魏殷州刺史，封永康公爵位，故此李端以長子身份襲其爵位。父李詮，為隋趙郡守。其弟為唐代開國功臣李靖。由於李氏家族虔信佛教，兄弟取名皆出自佛教中的藥王佛和藥師佛（李靖，字藥師）。
《隋書》列傳記載，開皇二十年（600），突厥達頭可汗來犯，文帝命晉王楊廣和楊素出征靈武（今寧夏靈武），又命漢王楊諒和河州刺史史萬歲出征馬邑（今山西朔縣），李藥王、柱國張定和、楊義臣等隨史萬歲率領出塞，至大斤山（今內蒙古大青山）與敵相遇，達頭聞風而逃。李藥王因功授大將軍。
《北史》又記載，隨仁壽元年（601），突厥又來犯塞，隋帝命李藥王隨代州總管韓洪（韓擒虎之弟）、蔚州刺史劉隆領步騎一萬鎮守恆安，可是不敵突厥十萬大軍，將士多死。事後被免官除爵。
入唐後，官至梓州刺史，卒後復贈永康縣公。
据《新唐书·宰相世系表》记载，李药王有二子：李脩志、李脩行。李脩志之子李元慎，唐洺州刺史。

## 墓志
2009年入藏大唐西市博物館。

公諱藥王，字 ，隴西狄道人也。自真人應迹，道德闡其玄風；飛將挺生，干戈深於止煞。賢達之才繼踵，公侯之祚克昌。崇基峨峨，倚丘陵而峻峙；鴻源淼淼，括漢泗而遐注。曾祖歡，魏河、陝二州刺史，永康縣公。大父義，周岐州刺史，撫軍將軍，襲爵永康公。乘傳而播時雨，褰帷而理棼絲，猶鄭武之緇衣，若傅玄之司隸，芳猷無沐，遺烈猶存。考詮，隨趙郡太守，上開府儀同三司，襲爵永康公。望重搢紳，材惟棟幹，功業銘於鍾鼎，名節殉於屯夷。公禀黃中之茂德，承積善之餘慶，識宇貞正，風度宏遠，業盛學年，聲馳冠歲。會稽之美，括羽成七札之奇；藍田之珍，琢磨倍十城之價。温恭流譽，倜儻標奇，戢鵷鴻之迅翮，俟扶摇而高引，整騏驥之逸轡，望康衢而延佇。隨高祖虛心治道，寤寐求賢，旌先公之茂勳，欽君侯之令望，開皇九年，授上開府儀同三司，襲爵永康公。儀三台而命服，冠五等而胙土，聲實允洽，朝野榮之。十年，除婺州刺史。導之以德，齊之以禮，渥澤隨春雲共遠，惠化與凱風俱翔，列城興詠，朞月斯在。十四年，授南寧道行軍總管。總熊羆之旅，振雷霆之威，□僰道之重氛，掃滇池之積霧，民無謗黷，詎俟馬卿之文；師不疲勞，寧假唐蒙之使。旋旆荒裔，獻凱京華，冊授大將軍，繼仲卿之遺塵，邁伯度之芳烈，褒賞之典，於是茂焉。十八年，授雲州道行軍總管。猛志雲騰，宏謀電斷，曜霜戈於朔野，揚羽旆於塞垣，聲振殊俗，功聞帷扆。十九年，又除石州刺史。勵精思治，詳求民瘼，刑清訟息，遠至迩安。隨之得人，於斯爲盛。廿年，又授朔州道行軍總管。深入虜庭，長驅漠北，亟摧骨都之陣，屢挫射鵰之鋒。既而單于畏威，左賢震慴，悉穹廬之長，傾引弓之民。衆寡之勢既殊，主客之形亦異，公臨危弥勇，視險若夷，達旦通宵，兵窮矢盡。天長奸凶，我師喪律，然而煞傷巨万，亦足以暢乎天罰者矣。于時僕射楊素忌公雄烈，遂置之重議，因而除免。迺屏迹私庭，高卧虛室，同令尹之無愠，悟軒冕之儻來，優哉遊哉，聊以卒歲。以隨大業九年正月十九日終於東都之尚善里舍，春秋卌有七。公少而弘雅，長而俊發，儀表凝映，機神秀遠。皎皎猶鮮雲之開白日，肅肅若清風之拂高松，敦雅素於衿情，希静退於名教。懷金鳴玉，悠然結薜蘿之想；綺棟華榱，澹焉有蓬茨之致。諒所謂瑚璉之宏器，廊廟之奇材者歟。然而運舛數奇，爲山止於一匱，時屯道喪，遠略頓於促塗，垂翅安歸，桑楡暮矣。廉將軍之志事，無復更鳴之期；竇丞相之英圖，遽深夜臺之痛。嗚呼，天道何其爽哉！皇唐膺運，道邁三五，擇前王之令典，録異代之嘉庸，恩隆守冢，澤深封墓。貞觀二年正月七日迺下詔曰：「隨故大將軍、永康公李藥王，昔在隨朝，早立功績，久從風露，松價（檟）成行，眷言遺範，情深震悼，宜加寵命，被以哀榮。可贈持節，梓州諸軍事，梓州刺史。」公第三弟刑部尚書，檢校中書令，永康公藥師，才兼文武，位隆臺閣，陟崗之望既絕，在原之痛寔深，泣分株於古今，申哀榮於宅兆，以其月十九日遷厝於雍州長安縣之高陽原。鬱鬱佳城，白日黯而難見；幽幽泉戶，黃壚掩而長畢。懼縑竹之易朽，悲山岳之潛移，式揚徽烈，寄情雕篆。其詞曰：
鬱矣洪族，悠哉遐緒，積德累仁，重規疊矩。玉產崐岫，珠孕隨渚，猗歟挺生，昂昂絕侶。夙表温恭，早標英俊，澄波万頃，直上千仞。雪白蘭薰，金聲玉振，展如之人，寔邦之鎮。爰總戎律，亟舉蕃麾，旌旆舒卷，珪組陸離。澤隨雨散，威共風馳，績宣方岳，功著邊垂。道或污隆，時有通塞，迹冥愠喜，心夷語默。如何彼蒼，遽殲明德，痛深泉壤，悲纏邦國。皇情追遠，禮備哀榮，丹旐啟路，白驥悲鳴。山空樹古，隴暗雲平，万古斯畢，千載飛聲。